# CoRoT-3b
CoRoT-3b (hoặc CoRoT-Exo-3b) là ngôi sao lùn nâu (ngoại hành tinh ngoài Hệ Mặt Trời, nằm trong chòm sao Thiên Ưng. Đây là một ngoại hành tinh to hơn Sao Mộc với khối lượng ít nhất là 21.66 lần Khối lượng Sao Mộc. Hành tinh này quay quanh ngôi sao CoRoT-3 đã được công bố là 3 tháng 2 năm 2008, sử dụng gương phản chiếu bằng phương pháp quá cảnh, nếu tính chu kì quỹ đạo, phải mất 5 ngày để quay quanh nó. Khoảng cách từ CoRoT-3 đến CoRoT-3b là 0.057 AU gần hơn khoảng cách từ Mặt Trời đến Sao Thủy là 0.4 AU.

## Tính chất vật lý
Khối lượng của CoRoT-3b được xác định bằng phương pháp vận tốc xuyên tâm, trong đó phát hiện hiệu ứng Doppler trong quang phổ của ngôi sao chủ khi nó di chuyển về phía và ra xa Trái Đất do tác động của thiên thể quay quanh nó. Phương pháp này thường chỉ cung cấp một giới hạn dưới cho khối lượng thực của vật thể: giá trị đo được là khối lượng tối thiểu với sin của góc nghiêng giữa vectơ pháp tuyến của mặt phẳng quỹ đạo của thiên thể và đường ngắm từ Trái Đất đến ngôi sao, một góc thường không xác định được. Tuy nhiên, trong trường hợp của CoRoT-3b, các hiện tượng quá cảnh cho phép xác định góc nghiêng, do đó khối lượng thực có thể được xác định. Đối với CoRoT-3b, khối lượng của nó gấp 21,66 lần khối lượng của sao Mộc.
Vì CoRoT-3b là một thiên thể có hiện tượng quá cảnh, bán kính của nó có thể được tính toán dựa trên lượng ánh sáng bị che khuất khi nó đi qua trước ngôi sao và ước tính bán kính của ngôi sao chủ. Khi CoRoT-3b được phát hiện ban đầu, người ta cho rằng nó có bán kính nhỏ hơn đáng kể so với sao Mộc. Điều này có nghĩa là CoRoT-3b có các đặc tính trung gian giữa hành tinh và sao lùn nâu. Sau đó, các phân tích chi tiết hơn cho thấy bán kính của thiên thể này tương đương với sao Mộc, phù hợp với các đặc tính dự đoán của một sao lùn nâu có khối lượng như CoRoT-3b.
Mật độ trung bình của CoRoT-3b là 26.400 kg/m³, lớn hơn mật độ của osmium trong điều kiện tiêu chuẩn. Mật độ cao này đạt được do sự nén vật chất cực độ trong nội thất của thiên thể. Thực tế, bán kính của CoRoT-3b phù hợp với các dự đoán về một thiên thể chủ yếu cấu tạo từ hydro. Lực hấp dẫn bề mặt của CoRoT-3b cũng tương ứng rất cao, lớn hơn 50 lần so với trọng lực trên bề mặt Trái Đất.
Một nghiên cứu sau đó đã đặt nghi vấn về mật độ này bằng cách sử dụng dữ liệu từ Gaia Data Release 2, đưa ra giá trị mật độ thấp hơn là 17.300 ± 2.900 kg/m³, nhưng đồng thời xác định rằng ngoại hành tinh KELT-1b có mật độ cao hơn, đạt 23.700 ± 4.000 kg/m³.
Nghiên cứu năm 2012, sử dụng hiệu ứng Rossiter–McLaughlin, đã xác định quỹ đạo của hành tinh lệch nhẹ so với trục quay của ngôi sao, với độ lệch là 37,6−22,3+10^ {+10}_{-22,3}°.

## Phân loại
Việc xác định CoRoT-3b là một hành tinh hay một sao lùn nâu phụ thuộc vào định nghĩa được sử dụng. Theo một định nghĩa, sao lùn nâu là một thiên thể có khả năng nung chảy deuteri, một quá trình xảy ra ở các vật thể có khối lượng lớn hơn 13 lần khối lượng sao Mộc. Theo định nghĩa này, vốn được Nhóm Công tác về Ngoại hành tinh của Liên đoàn Thiên văn Quốc tế (IAU) chấp nhận, CoRoT-3b được xếp vào loại sao lùn nâu. Tuy nhiên, một số mô hình về sự hình thành hành tinh dự đoán rằng các hành tinh có khối lượng lên tới 25–30 lần khối lượng sao Mộc có thể được hình thành thông qua quá trình bồi tụ lõi. Nếu sử dụng sự phân biệt dựa trên quá trình hình thành giữa sao lùn nâu và hành tinh, trạng thái của CoRoT-3b trở nên kém rõ ràng hơn, vì phương thức hình thành của thiên thể này vẫn chưa được xác định. Vấn đề càng trở nên phức tạp hơn do các đặc điểm quỹ đạo của nó: các sao lùn nâu nằm gần sao chủ rất hiếm (một hiện tượng được gọi là “sa mạc sao lùn nâu”), trong khi phần lớn các hành tinh khổng lồ có quỹ đạo gần sao chủ (chẳng hạn như XO-3b, HAT-P-2b và WASP-14b) lại có quỹ đạo lệch tâm cao, trái ngược với quỹ đạo gần tròn của CoRoT-3b.